# 구다마쓰정
구다마쓰정(下松町)은 야마구치현 쓰노군에 있된 정이다. 

## 역사
- 1889년 4월 1일 - 정촌제 시행에 의해 히가시쿠다마쓰촌, 니시쿠다마쓰촌의 구역을 가지고, 구다마쓰촌이 성립하였다.
- 1901년 3월 1일 - 정으로 승격해 구다마쓰정이 되었다.
- 1939년 11월 3일 - 구보촌, 스에타케미나미촌, 하나오카촌과 합병해 구다마쓰시가 성립, 동일 구다마쓰정은 폐지되었다.

## 교통

### 철도
- 철도성
  - 야나이선 (산요본선)

## 참고문헌
- 角川日本地名大辞典 35 山口県